# Carmen Angulo
Carmen Angulo, née le 17 septembre 1970 à Guayaquil (Équateur), est une actrice de théâtre, de cinéma et de télévision afro-équatorienne.

## Biographie
Carmen Angulo est née et grandit dans l'un des quartiers les plus pauvres de Guayaquil, Cooperativa 25 de enero, dans la partie nord du Guasmo (es). Malgré les privations économiques, Angulo parvient à obtenir un diplôme d'éducatrice pour enfants. Elle exerce durant 17 ans au MIES (Ministère de l'Inclusion Économique et Sociale), en particulier dans le cadre du programme muchacho trabajador. 
En parallèle de ses études puis tout au long de son activité au MIES, Angulo participe dès le collège à une troupe de théâtre amateur, Kurumbos. Elle participe également comme comédienne à des représentations de théâtre à la Casa de la cultura de Guayaquil, par exemple Contigo pan y cebolla du cubain Hector Quintero en 2008. Elle est repérée en 2010 par Veiky Valdez, représentante de la chaîne TC Télévision, qui lui propose un casting pour la telenovela Fanatikda (es). À partir de ce tournage, Carmen Angulo quitte le MIES pour se consacrer pleinement à sa carrière de comédienne et d'actrice. Cette participation à Fanatikda accroît fortement sa notoriété.

## Vie personnelle
Carmen Angulo est mère célibataire de deux enfants. Elle a également élevé les quatre enfants de sa sœur, emportée par un cancer à l'âge de 27 ans. En 2017, elle considérait ainsi avoir six enfants et sept petits-enfants. Carmen Angulo a vécu à partir du milieu des années 2000 avec un régisseur lumière de TC Télévision de nationalité chilienne, Oscar García, devenu son époux. Ce dernier meurt de maladie en mars 2024,. Carmen Angulo est la tante de Denisse Angulo, personnalité de la télévision en Équateur.

## Filmographie

### Cinéma
Carmen Angulo joue le rôle de Ana dans le film El milagro de Coromoto (2007), et fait également partie du casting de Prometeo deportado (2010).

### Télévision
Carmen Angulo a participé à de nombreuses telenovelas des chaînes équatoriennes Ecuavisa puis TC Télévision:
- Blanco y Negro (2000) aux côtés de Richard Barker. Cette novela abordait les problèmes raciaux auxquels sont confrontés les afro-équatoriens[3].
- Yo vendo unos ojos negros (es) (2004, Ecuavisa)[3].
- Amores que matan (es) (2005) de la chaîne Ecuavisa[3].
- .De la vida real (es) (1999-2005) [réf. nécessaire].
- El secreto de Toño Palomino (es) (2008) sur Ecuavisa.
- Fanatikda (es) (2011) sur TC Télévision (Mónica).
- Los Tostadams, parodie de La Famille Addams[7].
- El condominio (es) (2011) sur TC Télévision (Leticia).
- Estas secretarias (2013) sur TC Télévision[8].
- Cuatro cuartos (es) (2017-2018) sur TC Télévision (Angelina).
- Los hijos de Don Juan (2016) sur TC Mi Canal comme Madame Truché[9].
- Calle amores (2019) sur TC Television[10] comme Melina.
- Antuca me enamora (2020) sur TC Television[11].